# 국가통일강령
국가통일강령(國家統一綱領), 약칭 국통강령(國統綱領)은 중화민국의 대 중화인민공화국 정책에 관한 기본 원칙으로, 국가통일위원회가 1991년 2월 23일에 열린 제3차 회의에 의결하여 같은 해 3월 14일에 열린 행정원 2223차 회의에서 채택되었다. 그러나 이 원칙은 천수이볜이 총통으로 취임하여 2006년 2월 27일에 국가통일강령의 폐지를 선언했다.

## 같이 보기
- 대만 문제